# Erebia rudowskii
Erebia rudowskii är en fjärilsart som beskrevs av Bang-haas 1933. Erebia rudowskii ingår i släktet Erebia och familjen praktfjärilar. Inga underarter finns listade i Catalogue of Life.